# 新港豪庭
新港豪庭（Metro Regalia），位於香港九龍旺角塘尾道51號，是一幢單幢住宅大廈，由恒基兆業地產屬下香港小輪發展。
新港豪庭地盤於2002年10月由香港小輪購入，至2006年5月入伙，合共80個住宅單位，舖位9個；物業樓高28層，其中2樓設計為住客會所，物業3-21樓為標準樓層，22-28樓包裝為「行政樓層」，標準樓層單位面積介符485至655尺；「行政樓層」單位面積均為1,088尺。
新港豪庭為香港典型之單幢式住宅設計，實用率比較低。

## 會所
高爾夫球練習場、燒烤暢聚間、舞蹈室、閒座間、燒烤樂園、腳底按摩徑、健身室、兒童遊樂場 

## 附近屋苑
- 港灣豪庭
- 帝柏海灣
- 柏景灣
- 形品.星寓

## 鄰近
- 旺角街市
- 櫻桃街公園
- 晏架街公園
- 中華基督教會銘基書院

## 外部參考
- 新港豪庭官方網址 （页面存档备份，存于）